# Belvezet
Belvezet (okcitán nyelven Bèlveser) korábbi község Franciaország Okcitánia régiójában, Lozère megyében. 2011-ben 93 lakosa volt.
2017. január 1-jén öt másik korábbi községgel egyesült és az így létrejött Mont Lozère et Goulet új község része lett.

## Fekvése
Belvezet a Chassezac völgyében (a folyó a falutól északra ered) fekszik, 1200 méteres (a községterület 1156-1497 méteres) tengerszint feletti magasságban, Le Bleymard-tól 12 km-re északra. A falutól nyugatra emelkedik a Causse de Montbel karsztfennsíkja, délre pedig a Goulet-hegység.
Nyugatról Allenc, északra Montbel, északkeletre Saint-Frézal-d’Albuges, keletre Chasseradès, délre pedig Saint-Julien-du-Tournel és Le Bleymard községekkel határos. Déli határán magasodik a Sommet du Goulet (1497 m), a Goulet-hegység legmagasabb pontja.
Belvezet-t a D6-os megyei út köti össze a Pierre Plantée-hágóval (8 km) és La Bastide-Puylaurent-nal (18 km), a D20-as út pedig a Goulet-hegyen át Le Bleymard-ral. Vasútállomás a Translozérien vonalán.
A községhez tartozik Gros Viala, Les Moulins és La Viale.

## Története
Belvezet a történelmi Gévaudan tartomány Tourneli báróságához tartozott. 1944. július 7-én az ellenállók megtámadták Belvezet vasútállomását.

### Demográfia
| Év   | Lakosság |
| ---- | -------- |
| 1793 | 300      |
| 1851 | 248      |
| 1876 | 243      |
| 1901 | 269      |
| 1936 | 203      |

| Év   | Lakosság |
| ---- | -------- |
| 1946 | 202      |
| 1954 | 154      |
| 1962 | 133      |
| 1968 | 127      |

| Év   | Lakosság |
| ---- | -------- |
| 1975 | 106      |
| 1982 | 90       |
| 1990 | 79       |
| 1999 | 81       |
| 2010 | 92       |

## Nevezetességei
- Szent Jánosnak szentelt temploma a középkori Szent Katalin-kápolna helyén épült 1897-ben.
- A község területén három vasból készült feszület található (Croix de la Mairie, Croix des couettes, Croix de la Viale).[4]
- Első világháborús emlékmű - 1926-ban állították.[5]
- Vízimalom
- Dolmen

## Kapcsolódó szócikk
- Lozère megye községei